# Argo (distrikt)
Argo är ett distrikt i Afghanistan.   Det ligger i provinsen Badakhshan, i den nordöstra delen av landet, 300 kilometer norr om huvudstaden Kabul. Argo beräknades år 2022 ha cirka 92 000 invånare.